# Saroma (pudding)

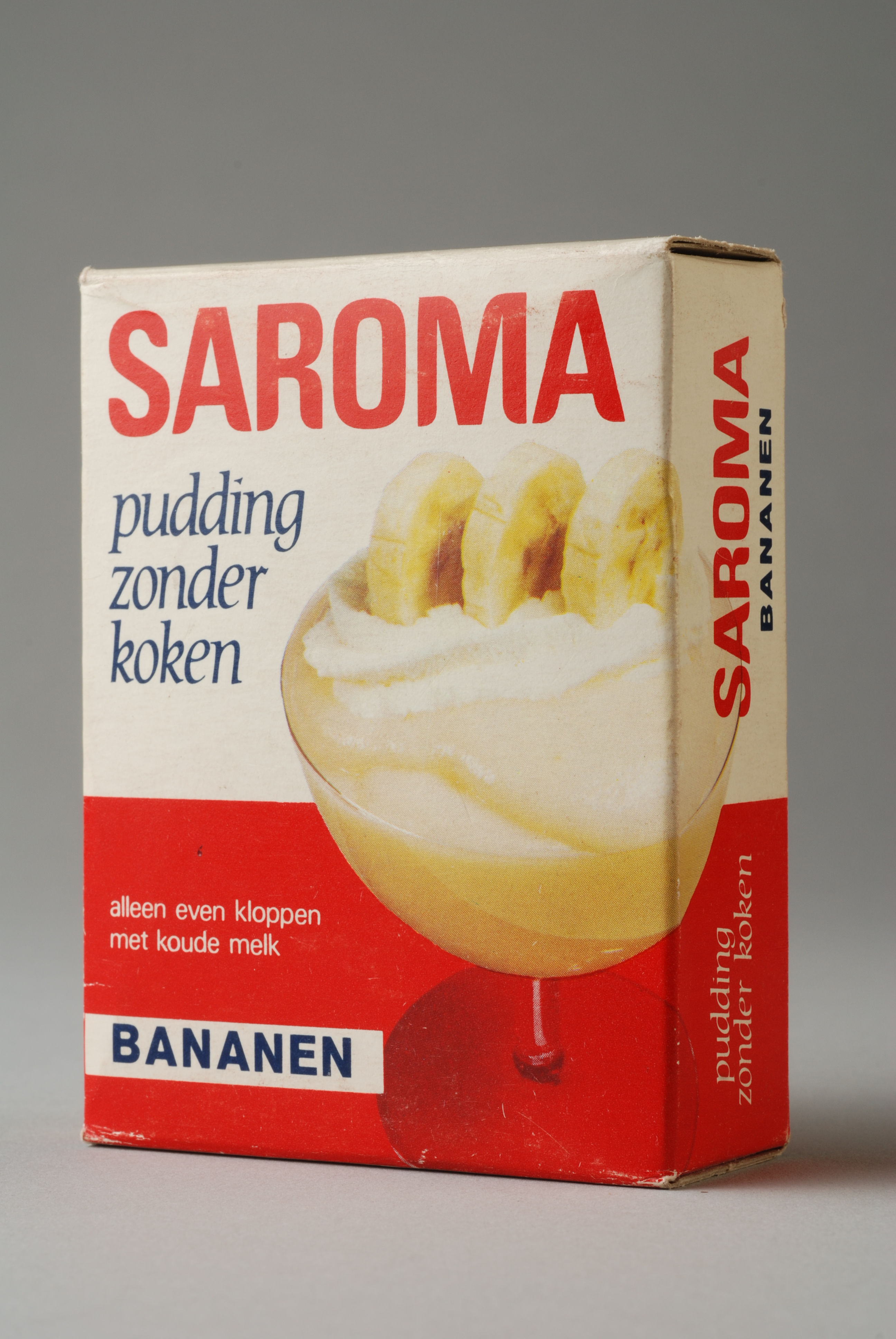
Kartonnen verpakking Saroma (bananen) uit het Van Nelle tijdperk

Saroma is een poeder voor het bereiden van instantpudding met koude melk. Het werd in Nederland vanaf eind jaren 1950 vervaardigd door het Rotterdamse bedrijf Van Nelle, dat er mee begon in het kader van uitbreiding van haar portefeuille aan producten. Van Nelle had hiervoor een licentie verkregen van het Amerikaanse bedrijf Standard Brands (later Nabisco, dat onderdeel werd van Kraft Foods). Saroma werd door Van Nelle ook in België op de markt gebracht. Het merk is in Nederland vanaf de overname van Van Nelle door Sara Lee/DE bij een reeks fabrikanten terechtgekomen: aanvankelijk bij Sara Lee/DE, daarna Honig/CSM en vervolgens Heinz.
Sinds 2002 wordt het puddingpoeder door het Duitse bedrijf Dr. Oetker in Nederland als Kloppudding verkocht en in België als Saroma.